# Кристиан Людвиг I Мекленбургский
Кристиан Людвиг I Мекленбургский (нем. Christian Ludwig I. zu Mecklenburg; 1 декабря 1623, Шверин — 21 июня 1692, Гаага) — правящий герцог Мекленбург-Шверина.

## Биография
Кристиан — сын герцога Адольфа Фридриха I Мекленбургского (1588—1658) и его супруги Анны Марии (1601—1634), дочери графа Энно III Остфрисландского. После смерти отца 27 февраля 1658 года стал единоличным правителем герцогства Мекленбург-Шверин. В 1662 году отправился ко двору Людовика XIV в Париж, где 29 сентября 1663 года перешёл в католическое вероисповедание. После смерти в Гааге его останки были перевезены по воде в Дёмиц, а затем 24 августа через Шверин в Доберан, где были захоронены в местном монастыре.
Кристиан Людвиг женился дважды. Первое бракосочетание состоялось с двоюродной сестрой Кристиной Маргаритой, второй дочерью Иоганна Альбрехта II Мекленбургского, в Гамбурге 6 июля 1650 года. Этот брак был расторгнут по решению церковного суда, созванного Кристианом для рассмотрения дела о «злонамеренном оставлении супруга 19 октября 1660 года и невозвращении к нему в установленный двухмесячный срок». Кристина Маргарита никогда не признавала развода, хотя летом 1663 года десять профессоров канонического права парижского университета и папская доверенность от 3 октября 1663 года подтвердили его правомерность.
Вторая супруга Кристиана Людвига — Элизабет-Анжелика де Монморанси-Бутвиль, графиня Колиньи (род. 1626), вдова Гаспара, сына герцога Колиньи, погибшего во времена фронды под Шарантоном. Оба брака оказались бездетными. Кристиану Людвигу наследовал в Мекленбурге его племянник Фридрих Вильгельм I, старший сын герцога Фридриха Мекленбургского.